# منج جهروب
منج جهروب یک روستا در ایران است که در دهستان منج واقع شده‌است. منج جهروب ۲۴۶ نفر جمعیت دارد.